# Patrik Strenius
Pour les articles homonymes, voir Strenius.
Patrik Sten Ola Strenius (nom complet Johansson-Strenius), né le 6 mars 1972 à Karlskrona, Blekinge, est un athlète suédois, spécialiste du 100 m.

## Biographie
Il appartenait au club KA2 Idrottsförening, de Karlskrona.
Il a participé aux Jeux olympiques à Atlanta, pour l'épreuve individuelle du 100 m et pour le relais suédois 4 × 100 m où le relais termine 5e. Il détient le record de Suède du relais en 38 s 63 (en demi-finale des Jeux à Atlanta le 2 août 1996, 3s2, (Peter Karlsson, Torbjörn Mårtensson, Lars Hedner, Patrik Strenius).

### Palmarès
| Date | Compétition     | Lieu    | Résultat | Épreuve   | Performance |
| ---- | --------------- | ------- | -------- | --------- | ----------- |
| 1996 | Jeux olympiques | Atlanta | 5e       | 4 × 100 m | 38 s 67     |

### Records
| Épreuve    | Performance | Lieu   | Date          |
| ---------- | ----------- | ------ | ------------- |
| 100 mètres | 10 s 21     | Madrid | 1er juin 1996 |